# Rathnew
Rathnew ( Ráth Naoi en gaélico) es una pequeña localidad de la región de Leinster, en el  condado de Wicklow, situado en los suburbios de Wicklow, Irlanda.
| Coordenadas 52°59′26″N 6°05′07″W               |
| País Irlanda Región Leinster Provincia Wicklow |
| Población 2964                                 |

## Población
Aproximadamente 2964 habitantes.
La mayor parte de la población vive en urbanizaciones nuevas.

## Geografía
Rathnew se sitúa al noroeste de Wicklow en la bajada de una colina, a 2.2 kilómetros del Mar de Irlanda.
La mayor parte del pueblo son zonas residenciales.

## Economía
Existen pequeñas zonas de almacenes y empresas a las afueras de la ciudad.

## Transporte
En el centro del pueblo se cruzan:
- R 750: A través de ella se comunica con el centro de Wicklow
- R 772: Sirve de conexión con la carretera nacional M11

- R 752: Comunica con los Montes de Wicklow

- Datos: Q2244788
- Multimedia: Rathnew / Q2244788